# Pegylis ertli
Pegylis ertli är en skalbaggsart som beskrevs av Moser 1919. Pegylis ertli ingår i släktet Pegylis och familjen Melolonthidae. Inga underarter finns listade i Catalogue of Life.